# Вроцлавський трамвай
Трамваї у Вроцлаві (пол. Tramwaje we Wrocławiu) — найстаріша система трамваїв в Польщі у місті Вроцлав. Трамвайне сполучення у місті засноване 10 липня 1877 року. Нараховує 23 маршрути денного трамваю (нічні маршрути були замінені автобусними у 2003 році) та 258,2 км трамвайної мережі (ширина вроцлавської колії 1435 мм). Обслуговується 410 вагонами, 6 трамвайними депо та 20 розворотними кільцями.

## Історія

### Конка

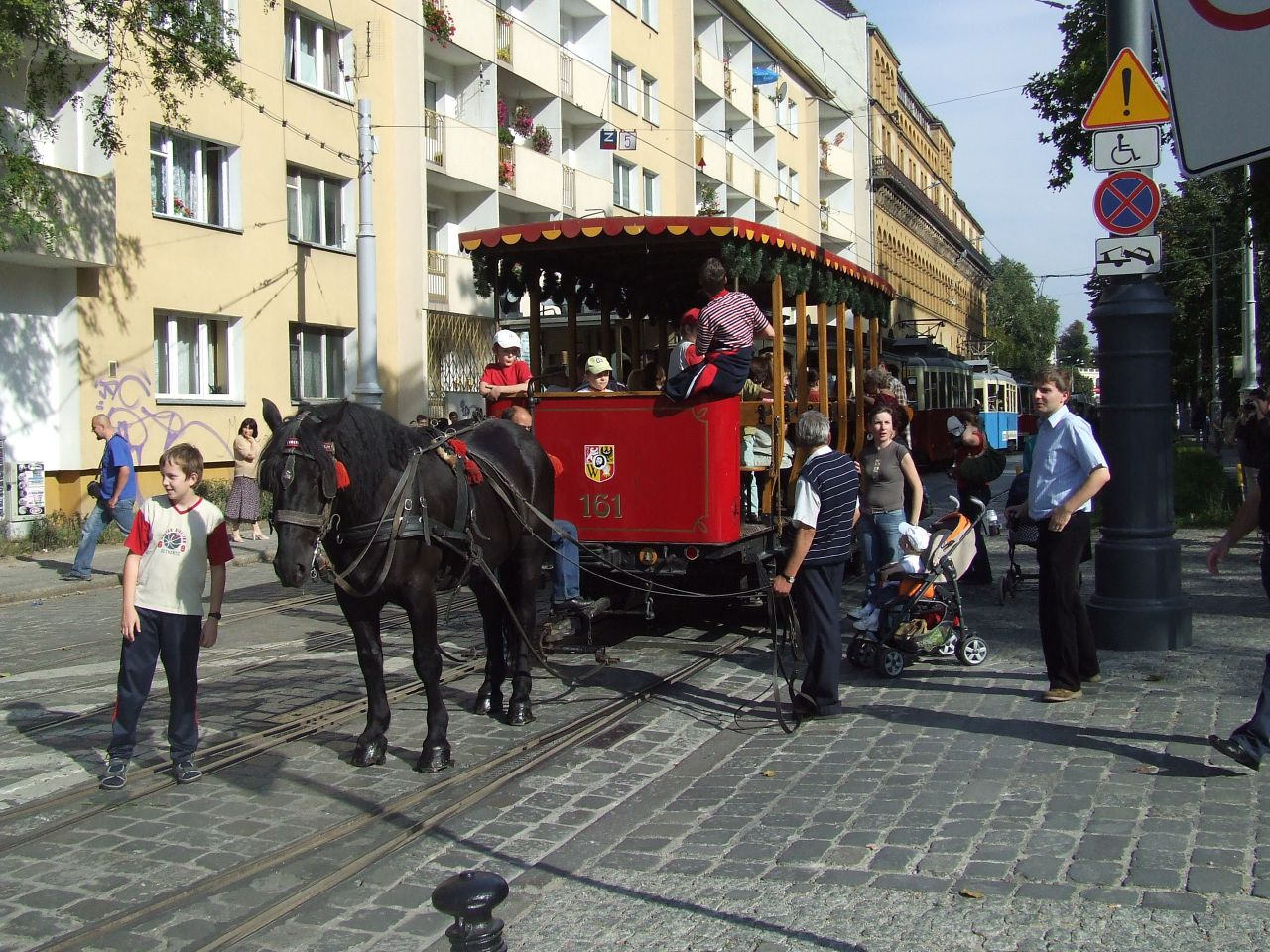
Копія кінного трамвая, парад 2007 р., ювілей 130-річчя трамваїв у Вроцлаві

4 липня 1876 року підприємець з Берліна Йоганес Бюсінг заснував концесію на 30 років для будівництва та експлуатацію кінного трамваю в місті Вроцлав. 1 листопада того ж року концесія була перейменована на АТ Вроцлавське товариство вуличної залізниці нім. Breslauer Straßen-Eisenbahn-Gesellschaft, BSEG. Перший кінний трамвай у Вроцлаві пішов 10 липня 1877 на маршруті від вулиці Красінського до Зоологічного саду. Наступна лінія: Кжикі — вокзал Надодрський (через вулиці Силезьких Повстанців, Свідницьку, Університетський міст). У 1878 році здано до експлуатації сполучення Ринок — перехрестя вулиць Траугутта та На Низьких Ланках (через вулиці Олавська, Траугутта), а в 1884 році — лінія до Головного Вокзалу (через вулиці Вежбова та Коллонтая).
У 1885 році завершено будівництво окольної лінії, яка йшла від Головного Вокзалу через вулиці Домбровського, Красінського, Словацького, Вишинського, Сінкевіча, Матейки, Пруса, Кілінського, Єдності Народової, Дюбуа, Мещанську, Владислава Ягелли, Мостову, Подвалем, Легніцьку, Набицінську, Браніборську, Тенчову, Свєбодзьку, Сондову и Пілсудського. Пізніше була добудована друга колія, що дозволило збільшити кількість трамваїв в мережі. Тоді було в експлуатації 2 депо: на вулиці М. Склодовської-Кюрі, 39 та на вулиці Силезьких Повстанців, 98, які були обладнані мийницями (банями) для коней, кузнями, мийницями для пасажирських вагонів, вогнетривкими приміщеннями для зберігання нафти, вагами тощо. Після будівництва електричного трамваю кінні маршрути ліквідували (остання конка ліквідована 30 червня 1906 року: міст Звєжинецького — Щитницький міст, через вул. Паркову).
BSEG отримувала великі доходи, у 1878—1909 роках підприємство виплачувало дивіденди у розмірі щонайменше 5 %, а у 1899 року — аж 14 %.

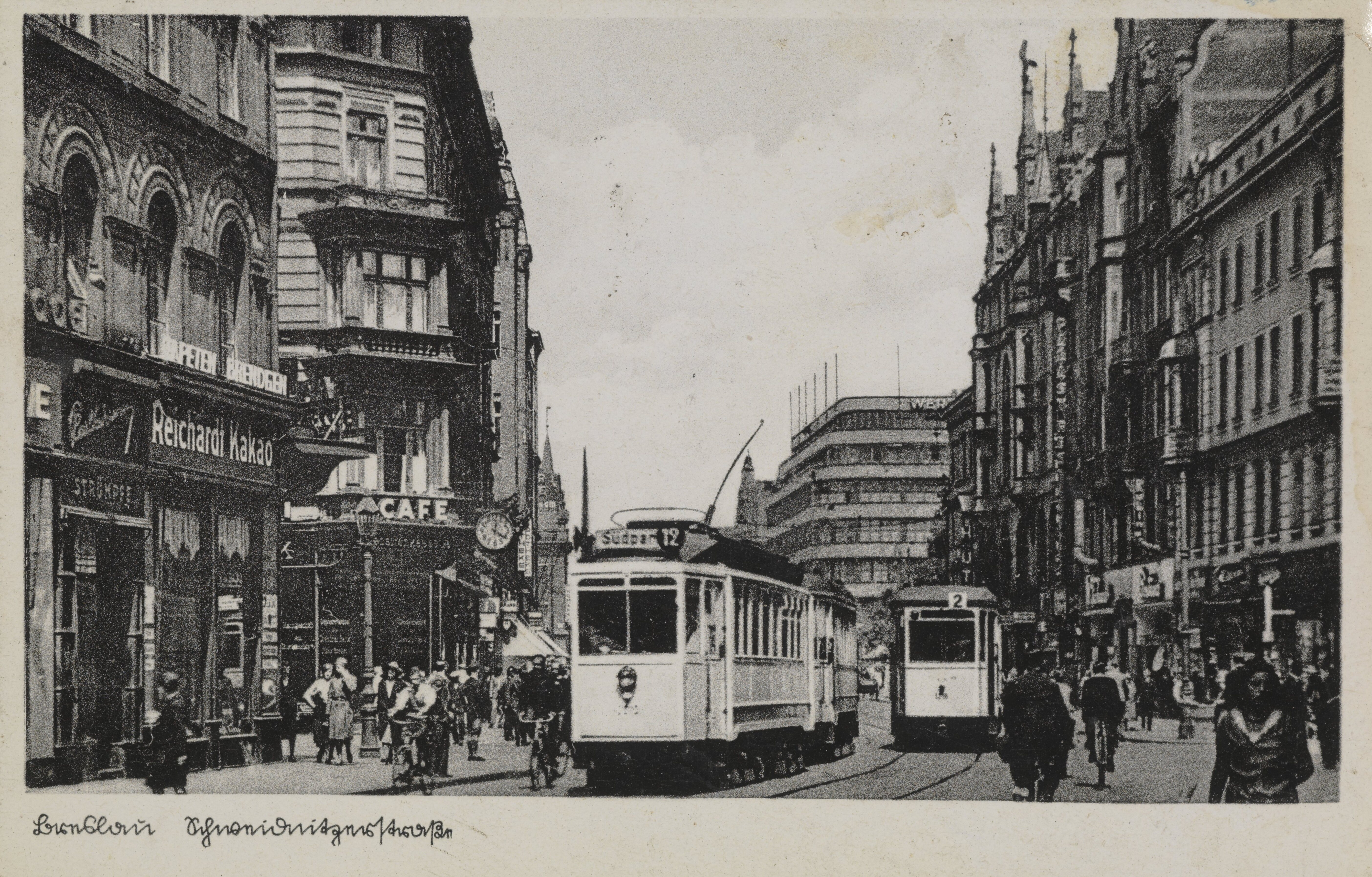
LH Standard у Вроцлаві (Breslau ~1935)

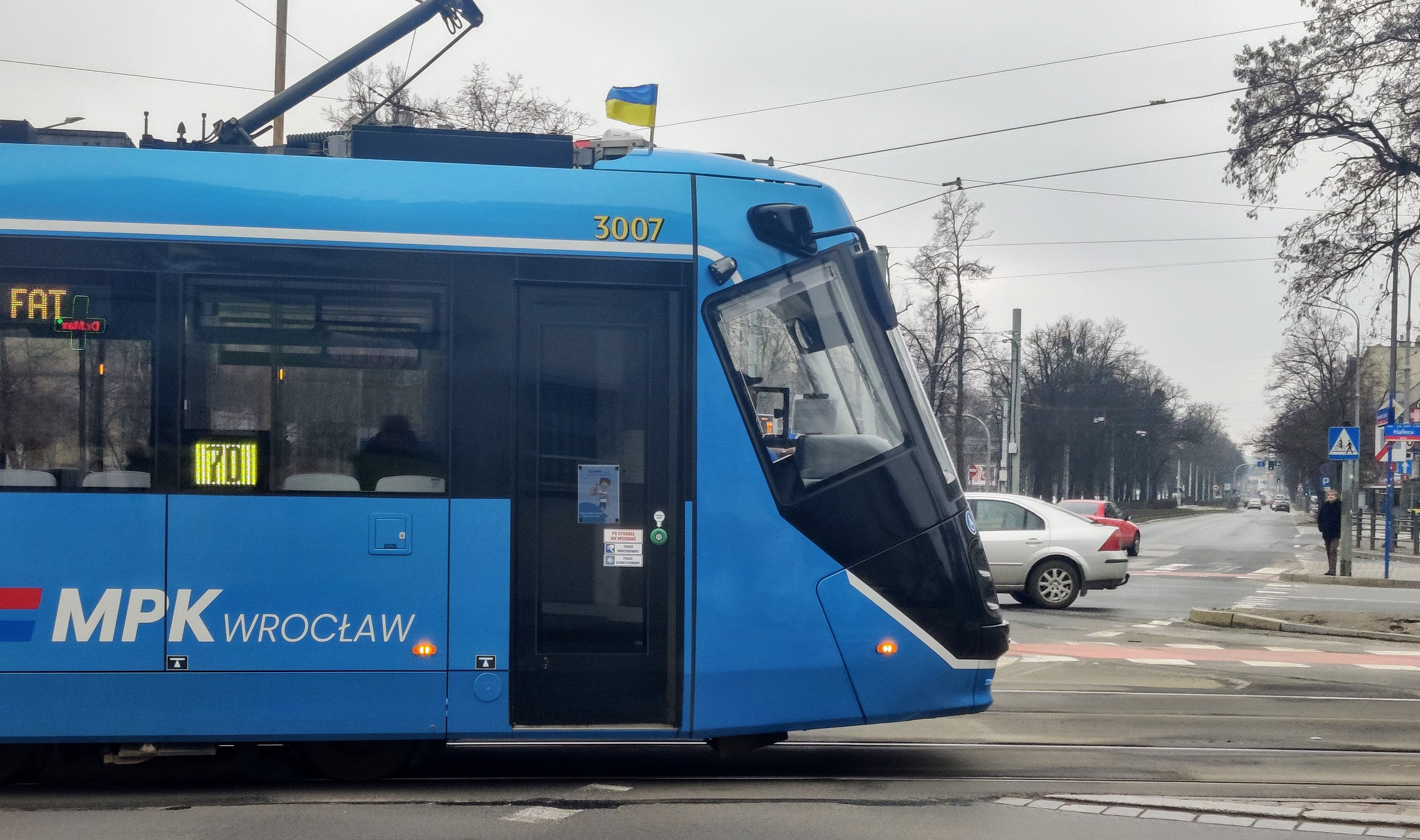
Škoda 16T у Вроцлаві, 27.02.2022

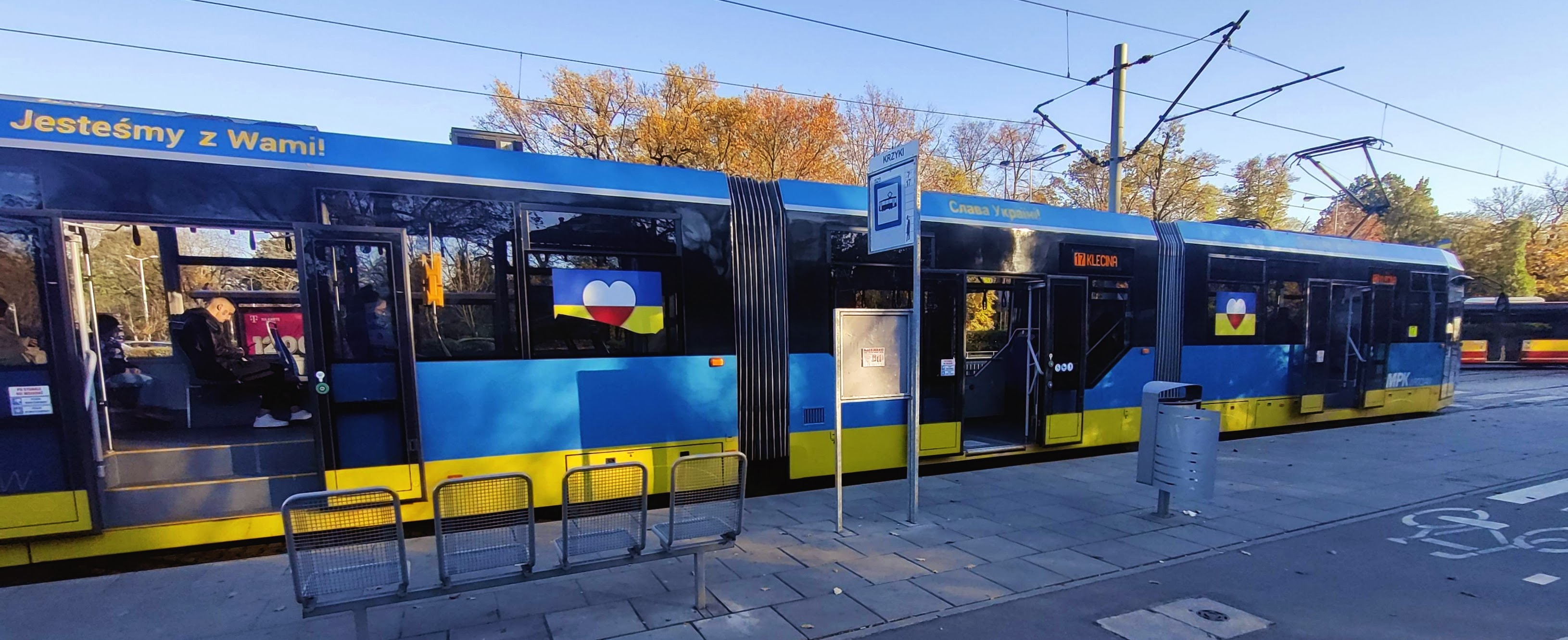
Protram 205WrAs у Вроцлаві, 6.11.2022

| Рік  | Кількість коней | Кількість вагонів | Кількість перевезених пасажирів | Кількість працюючих |
| ---- | --------------- | ----------------- | ------------------------------- | ------------------- |
| 1891 | 524             | 86                | 8,2 млн                         | немає даних         |
| 1900 | 337             | 140               | 15,4 млн                        | 495                 |
| 1909 | 21              | 394               | 28,3 млн                        | 967                 |

### Введення електричних вагонів
2 квітня 1892 року було засновано нове трамвайне підприємство під назвою АТ Вроцлавські Електричні Трамваї нім. Elektrische Straßenbahn Breslau AG, ESB під концесію на 30 років для будівництва та експлуатації електричних трамвайних мереж. Офіційне акціонерне товариство засноване 9 червня 1892 року. 14 липня 1893 року (за іншим джерелом, 14 червня) була збудована перша лінія з Грабішини на Раковець — це перша лінія електричного трамваю на теренах сучасної Польщі.

### Розвиток трамвайної мережі
У той самий час з'явилися перші лінії міського трамваю. 14 липня 1902 SSB відкрила перші дві лінії: з Південного парку (Park Południowy) через площу Гіршфельда (plac Hirszfelda), вул. Т.Зелінського, площі Музейну, Підвальну і Поморську до Народного Палацу і з вулиць Слензней при Сяночку, Зелінського до Народного Палацу, які використовувались частково на умовах концесії з товариством BSEG.
У 1904 році продовжено лінію по вулиці Слензній до цвинтаря на Вишневій алеї. 26 серпня 1906 року продовжено лінію у напрямку Особовіцького кладовища, яке на той час знаходилось поза межею міста;— до села Особовіце. Це була перша у Вроцлаві лінія на відокремленій колії і яка закінчувалась на розворотній петлі (лінія існує до цього дня). 26 листопада 1908 року відкрито лінії по вулицям Щасливій і Гайовській. 24 грудня 1909 року, завдяки угоді з ESB із спільним користуванням з лінії по вулиці Пулавського, відкрито лінію через цю вулицю а також Пуркинєго до Нового Торгу. Трохи раніше розпочато будову траси міського трамвая через новий Грюнвальдський міст і Грюнвальдський майдан. BSEG запротестувало проти планів спільного використання колії по вулиці Марії Склодовської-Кюрі, і місто внесло справу до суду. Водночас Товариство оскаржило плани міської влади щодо будівництва лінії через Новосільську вулицю, яка могла відібрати частину пасажирів ліній вулиць Вишневського і Пруса.
У 1911 році місто вирішило викупити Вроцлавське Товариство Вуличної Залізниці (BSEG) за суму у десять мільйонів марок, і його майно включено до Міських Трамваїв Вроцлава (SSB), які завдяки цьому стали найбільшим перевізником. З метою експлуатації всіх вагонів побудовані два депо: перше при Слов'янській вулиці (введене в експлуатацію в 1910 році), друге — при вулиці Вроблевського (введене в експлуатацію в 1913 році). 1 липня 1912 року у Вроцлаві відкрито новий вид транспорту — цього дня була задана в експлуатацію тролейбусна лінія з Вовчого Кута (Краківська&вул. - депо) до Брохова, протяжністю 4,4 км. У зв'язку з численними труднощами ця лінія після року роботи піддалася безповоротній ліквідації. Перша світова війна принесла чималі руйнації міських комунікацій. Всупереч цьому, місту вдалося продовжити відрізок лінії з Кам'яної вулиці до села Тарногай.
У 1919 році ESB мали 85 моторизованих вагонів, 150 причіпних, на підприємстві працювало 673 особи і було перевезено 29,6 млн пасажирів.

### З'єднання трамвайних мереж міста
Конкуренція між підприємствами спричинила швидкий, але відносно невпорядкований розвиток мережі. Ще 6 вересня 1900 року прийнято рішення міської ради про те, щоб скористатися правом першочергового викупу ліній після закінчення терміну концесії ESB. Складену угоду, на підставі якої 1 липня 1923 року місто повинно були перейняти ціле майно ESB, однак з міркувань економії бюджету цю дату було перенесено на 1 березня 1924 року. Безповоротно ця подія відбулася в двох етапах 1 і 13 квітня. ESB поставлено 20 січня 1926 в стан ліквідації, яка тривала до 1931 року. З тих пір міське підприємство було монополістом. У 1924 роках -1927 перебудовано мережі в центрі міста, прагнучи до ефективного використання ліній, складної з двох незалежних частин. Завдяки цьому виникла зв'язна трамвайна мережа, яка принципово не змінилася до наших днів.
У жовтні 1935 року реформовано траси трамвайних ліній з метою оптимізації обслуговування місць масових видовищ. Побудовано додатковий, третій перон при Народному Павільйоні а також розворотну петлю при Олімпійському Стадіоні. У 30 роках продовжено лінію по проспекту Галлера. На відрізку між вулицею Гайовською і розворотною петлею на вулиці Беньовського курсував перший у Вроцлаві вагон з приймачем пантографом. З кінця 30 років поступово у всіх вагонах змінюють приймачі струму на пантографи, однак до кінця II світової війни не закінчено перебудову депо.

### Друга Світова війна
У період II світової війни трамвайні лінії значно постраждали. З огляду на використання запасів бензину на воєнні потреби, трамваї мусили перейняти також пасажирів автобусів і автомобілів. 1 листопада 1943 року проведено цілковиту реорганізацію лінії. Прагнучи до якомога ефективнішого використання трамвайного депо, намагалися спрямувати всі лінії так, щоб кожна дільниця мала безпосереднє поєднання однаково як з Ринком, так і з Головним Вокзалом. Під час війни функціонували санітарні вагони, що перевозили поранених. У зв'язку з цим змогли побудувати одне одноколійне продовження лінії — по вулиці Слензній від проспекту Дубового до брами нового лазарету при вулиці Вєглій, завдяки чому отримано можливість транспортувати поранених з вокзалу. Під час облоги Вроцлава збудовано з трамвайних вагонів барикади.

### Післявоєнний час
Трамвайний парк міста після війни був зруйнований в значній мірі — тільки тягових вагонів понад 200 (зруйновано від 25 % до 50 %) а також близько 200 прицепних вагонів, зремонтувати було можливо лише 43 тягових та 150 прицепних вагонів.
| Номер лінії | Дата відкриття    | Маршрут                                                   |
| ----------- | ----------------- | --------------------------------------------------------- |
| 1           | 22 липня 1945     | Біскупін — Слов'янська                                    |
| 2           | 6 жовтня 1945     | Вокзал Надодрський — Карловіце                            |
| 3           | 22 листопада 1945 | Ринок — Легницька/Познанська                              |
| 4           | 24 січня 1946     | Ринок — Цвинтар Грабішинський                             |
| 5           | 15 березня 1946   | Ринок — Краківська                                        |
| 6           | 25 липня 1946     | Варшавські мости — Музеальна                              |
| 7           | 27 вересня 1946   | Ринок — Свідницька — Силезьких Повстанців — Кжикі         |
| 8           | 17 липня 1946     | майдан К.Маркса (зараз — майдан Стжелецький) — Особовіце  |
| 9           | 30 вересня 1946   | Шопена — Сінкевіча                                        |
| 10          | 26 липня 1946     | Вокзал Надодрський — Вокзал Свебодзький — Вокзал Головний |
| 11          | 1 грудня 1946     | алея Кромера — Ковале                                     |
| 12          | 1947              | Сенпольно — Ринок                                         |
| 14          | 26 травня 1948    | Грабішинек — Силезьких Повстанців — Ринок                 |
| 15          | 1948              | Дирекційна — Гала Людова                                  |
| 0           | 1948              | «Окольна» (навколо центра міста)                          |

Перший післявоєнний трамвай пішов у Вроцлаві 22 липня 1945 року: Біскупін — трамвайне депо по вулиці Слов'янської поблизу вокзалу Надодрського (було лише 3 поїзди, що курсували через 30 хвилин). Поступово були зремонтовані інші лінії (але частина з них більше ніколи не було відновлено): лінія № 2 від вокзалу Надодрського до вул. Жмігродзької (кільце на Завальні), в напрямку Карловця (6 жовтня 1945 року), лінія № 3 з Ринку до перехрестя вулиць Легніцької та Познанської (в поблизу зруйнованих промислових підприємств) — півтори місяця потому (22 листопада 1945 року). Протягом післявоєнного півсторіччя було побудовано ще декілька десятків трамвайних маршрутів, які отримали номери від 16 до 24.
Найвигіднішою інвестицією в післявоєнні роки було будівництво лінії до Лесніці у 1949 році. 17 вересня 1950 року було побудовано трамвайне сполучення в напрямку вул. Опольської на Ксєнже Мале. У 1978 році була відкрита трамвайна траса на вулиці Казіміра Великого (Казімєж) і ліквідований рух трамваїв на Ринку. В той же час були продовжені траси на Ковале, Ксєнже Мале, Опорув, Клецінен та до Пафавагу. У 1970х роках знову (після війни) були відкриті лінії на вулицях Дирекційній та східній частині вул. Косцюшки, а лінія на вул. Вишинського (між Щитницькою та Сінкевіча) — аж у 1990х роках, коли був розпочатий ремонт там трамвайної колії.

## Маршрути
Перелік маршрутів на квітень 2008 року:
| N  | Маршрут |
| 0L | Вокзал Надодрський - майдан Сташиця - Поморська - Дюбуа - Дмовського - Ягелли - майдан Іоана Павла ІІ - Вокзал Свебодзький - майдан Орланта Львовських - майдан Легіонів - Пілсудського - Вокзал Головний - Малаховського - Пуляського - Паризької Комуни - майдан Врублевського - Управління Воєводства - міст Грунвальдзький - майдан Грунвальдзький - Пястовська - Сєнкевіча - Нововєйська - Вишинського - Нововєйська - Слов'янська - Вокзал Надодрський                                                                  |
| 0P | Вокзал Надодрський - Слов'янська - Нововєйська - Вишинського - Нововєйська - Сєнкевіча - Пястовська - майдан Грунвальдзький - міст Грунвальдзький - Управління Воєводства - майдан Врублевського - Паризької Комуни - Пуляського - Малаховського - Вокзал Головний - Пілсудського - майдан Легіонів - майдан Орланта Львовських - Вокзал Свебодзький - майдан Іоана Павла ІІ - Ягелли - Дмовського - Дюбуа - Поморська - майдан Сташиця - Вокзал Надодрський                                                                  |
| 1  | Посвєнтне - Жмігродзька - Вроцамет - Жмігродзька - Камєнського - Бронєвського - Жмігродзька - Завальна - Тжебніцька - Вокзал Надодрський - Слов'янська - Нововєйська - Вишинського - Нововєйська - Сєнкевіча - Пястовська - майдан Грунвальдзький - Склодовської - Клініки - Врублевського - Зоопарк - Ольшевського - Трамвайова - Хельмонського - Пірамовіча - Біскупін |
| 2  | Кжикі - Орла - Силезьких Повстанців - Галлера - Силезьких Повстанців - Управління Праці - Готель "Вроцлав" - Пілсудського - Вокзал Головний - Коллонтая - майдан Домініканський - Управління Воєводства - мост Грунвальдзкий - майдан Грунвальдзький - Склодовської - Клініки - Врублевського - Зоопарк - Ольшевського - Трамвайова - Хельмонського - Пірамовіча - Біскупін |
| 3  | Пільчице - Льотніча - Парк Західний - Квіська - Легніцька - Малопаневська - Західна - Легніцька - майдан Стрегомський - Юних Техників - майдан Іоана Павла ІІ - Руська - Ринок - Казімежа - майдан Домініканський - майдан Врублевського - Траугута - майдан Згоди - Краківська - Армії Крайової - Парк Східний - Карвінська - Опольська - Ксенже Мале |
| 4  | Опорув - Цвинтар Грабішинський - Фіолкова - Фат - Грабішинська - Гутмен - Сталова - майдан Легіонів - Крупніча - Казімежа - майдан Домініканський - Управління Воєводства - мост Грунвальдзкий - майдан Грунвальдзький - Склодовської - Клініки - Врублевського - Зоопарк - Ольшевського - Трамвайова - Хельмонського - Пірамовіча - Біскупін |
| 5  | Цвинтар Грабішинський - Фіолкова - Фат - Грабішинська - Гутмен - Сталова - майдан Легіонів - Пілсудського - Вокзал Головний - Коллонтая - майдан Домініканський - майдан Врублевського - Траугута - майдан Згоди - Краківська - Армії Крайової - Парк Східний - Карвінська - Опольська - Ксенже Мале |
| 6  | Кжикі - Орла - Силезьких Повстанців - Галлера - Силезьких Повстанців - Управління Праці - Готель "Вроцлав" - Пілсудського - Аркади - Опера - Театральна - Олавська - Університетська - Гродзька (назад: Гродзька - Миколая - Ринок - Крупніча - Подвале - Аркади) - Дюбуа - Дробнера - майдан Бема - Пяскова - Понятовського - Єдності Народів - Нововєйська - Єдності Народів - Дашинського - Пістовський пивзавод - Кромера                                                                                                 |
| 7  | Посвєнтне - Жмігродзька - Вроцамет - Жмігродзька - Камєнського - Бронєвського - Жмігродзька - Завальна - Тжебніцька - Вокзал Надодрський - Хробрего - Паулінська - Локетка - Дюбуа - Гродзька - Миколая - Ринок - Крупніча - Подвале - Аркади (назад: Аркади - Опера - Театральна - Олавська - Університетська - Гродзька) - Пілсудського - Готель "Вроцлав" - Управління Праці - Силезьких Повстанців - Галлера - Силезьких Повстанців - Орла - Кжикі                                                                        |
| 8  | Тарногай - Тарногайська - Армії Крайової - Трансбуд - Ниска - Камєнна - Хубська - Прудницька - Гайова - Гліняна - Дирекційна - Ставова - Вокзал Головний - Коллонтая - майдан Домініканський - Пяскова - майдан Бема - Пяскова - Понятовського - Єдності Народів - Нововєйська - Слов'янська - Вокзал Надодрський - Тжебніцька - Завальна |
| 9  | Парк Південний - Шленжна - Пултуська - Яворова - Вишньова - Економічна академія - Саноцька - Дирекційна - Ставова - Вокзал Головний - Коллонтая - майдан Домініканський - Пяскова - майдан Бема - Дробнера - Ботанічний сад - Гуміцького - Сінкєвіча - Грунвальдзька - Ружицького - Кочановського - Шопена - Стадіон Олімпійський - Міцкевіча - 9 Травня - Годебського - Сенпольно |
| 10 | Лесніця - Єленогурська - Всховська (Західна) - Злотницька - Космонавтів - Каменногурська - Грабова - Глінянки - Пільчице - Льотніча - Парк Західний - Квіська - Легніцька - Малопаневська - Західна - Легніцька - майдан Стрегомський - Юних Техників - майдан Іоана Павла ІІ - Руська - Ринок - Казімежа - майдан Домініканський - Управління Воєводства - мост Грунвальдзкий - майдан Грунвальдзький - Склодовської - Клініки - Врублевського - Зоопарк - Ольшевського - Трамвайова - Хельмонського - Пірамовіча - Біскупін |
| 11 | Опорув - Цвинтар Грабішинський - Фіолкова - Фат - Грабішинська - Гутмен - Сталова - майдан Легіонів - Пілсудського - Вокзал Головний - Коллонтая - майдан Домініканський - Пяскова - майдан Бема - Пяскова - Понятовського - Єдності Народів - Нововєйська - Єдності Народів - Дашинського - Пістовський пивзавод - Кромера - Торунська - Кентжинська - Квідзинська - Віскопласт - Ковале |
| 12 | Пільчице - Льотніча - Парк Західний - Квіська - Легніцька - Малопаневська - Західна - Легніцька - майдан Стрегомський - Юних Техників - майдан Іоана Павла ІІ - Руська - Ринок - Казімежа - майдан Домініканський - Управління Воєводства - міст Грунвальдзький - майдан Грунвальдзький - Буйвіда - Кочановського - Шопена - Стадіон Олімпійський - Міцкевіча - 9 Травня - Годебського - Сенпольно |
| 14 | Особовіце - Особовіцька - Сербська - міст Особовіцький - Реймонта - Клечковська - майдан Сташиця - Поморська - Миколая - Ринок - Крупніча - Подвале - Аркади - Пілсудського - Готель "Вроцлав" - Управління Праці - Галлера - Гайовіцька - Мєлецька - алея Праці - Фат - Гутмен - Сталова - Грабіщенська - майдан Легіонів - - майдан Орланта Львовських - Вокзал Свебодзький - майдан Іоана Павла ІІ - Ягелли - Дмовського - Дюбуа - Поморська (назад с вул. Поморська)                                                      |
| 15 | Посвєнтне - Жмігродзька - Вроцамет - Жмігродзька - Камєнського - Балтийська - Реймонта - Клечковська - майдан Сташиця - Поморська - Дюбуа - Дмовського - Ягелли - майдан Іоана Павла ІІ - Вокзал Свебодзький - майдан Орланта Львовських - майдан Легіонів - Пілсудського - Вокзал Головний - Ставова - Дирекційна - Гліняна - Гайова - Прудницька - Хубська - Камєнна - Ниска - Трансбуд - Армії Крайової - Тарногайська - Тарногай                                                                                          |
| 16 | Парк Південний - Шленжна - Пултуська - Яворова - Вишньова - Економічна академія - Саноцька - Дирекційна - Ставова - Вокзал Головний - Малаховського - Пуляського - Паризької Комуни - майдан Врублевського - Управління Воєводства - міст Грунвальдзький - майдан Грунвальдзький - Склодовської - Клініки - Врублевського - Зоопарк - Гала Стулеча |
| 17 | Клеціна - Єдності Войскової - Братерська - Пжияжні - Кжикі - Орла - Силезьких Повстанців - Галлера - Силезьких Повстанців - Управління Праці - Готель "Вроцлав" - Пілсудського - Вокзал Головний - Коллонтая - майдан Домініканський - Пяскова - майдан Бема - Дробнера - Ботанічний сад - Гуміцького - Сінкєвіча - Грунвальдзька - Ружицького - Кочановського - Шопена - Стадіон Олімпійський - Міцкевіча - 9 Травня - Годебського - Сенпольно                                                                               |
| 20 | Вроцлавський промисловий парк - Роботніча - Шрубова - Легніцька - майдан Стрегомський - Юних Техників - майдан Іоана Павла ІІ - Руська - Ринок - Крупніча - Подвале - Аркади - Пілсудського - Силезьких Повстанців - Готель "Вроцлав" - Управління Праці - Штабова - Галлера - Гайова - алея Праці - Фат - Фіолкова - Цвинтар Грабіщенський - Опорув |
| 21 | Пільчице - Льотніча - Парк Західний - Квіська - Легніцька - Малопаневська - Західна - Легніцька - майдан Стрегомський - Юних Техників - майдан Іоана Павла ІІ - Руська - Ринок - Казімежа - Олавська - Університетська - Гродська (назад: Дюбуа - Гродська - Університет - Миколая - майдан Іоана Павла ІІ) - Дюбуа - Дробнера - майдан Бема - Дробнера - Ботанічний сад - Гуміцького - Сінкєвіча - Грунвальдзька - Ружицького - Кочановського - Шопена - Стадіон Олімпійський                                                |
| 22 | Лесніця - Єленогурська - Всховська (Західна) - Злотницька - Космонавтів - Каменногурська - Грабова - Глінянки - Пільчице - Льотніча - Парк Західний - Квіська - Легніцька - Малопаневська - Західна - Легніцька - майдан Стрегомський - Юних Техників - майдан Іоана Павла ІІ - Руська - Ринок - Крупніча - майдан Легіонів - Пілсудського - Вокзал Головний - Ставова - Дирекційна - Гліняна - Гайова - Прудницька - Хубська - Камєнна - Ниска - Трансбуд - Армії Крайової - Тарногайська - Тарногай                         |
| 23 | Пільчице - Льотніча - Парк Західний - Квіська - Легніцька - Малопаневська - Західна - Легніцька - майдан Стрегомський - Юних Техників - майдан Іоана Павла ІІ - Руська - Ринок - Казімежа - Галерея Домініканська - Пяскова - майдан Бема - Пяскова - Понятовського - Єдності Народів - Нововєйська - Єдності Народів - Дашинського - Пістовський пивзавод - Кромера - Торунська - Кентжинська - Квідзинська - Віскопласт - Ковале                                                                                            |
| 24 | Особовіце - Особовіцька - Сербська - міст Особовіцький - Реймонта - Клечковська - майдан Сташиця - Поморська - Дюбуа - Дмовського - Ягелли - майдан Іоана Павла ІІ - Вокзал Свебодзький - майдан Орланта Львовських - майдан Легіонів - Грабіщенська - Сталова - Гутмен - Фат - алея Праці - Мєлецька - Гайовіцька - Галлера - Управління Праці - Готель "Вроцлав" - Пілсудського - Аркади - Подвале - Крупніча - Ринок - Миколая - Поморська (назад с вул. Поморська)                                                        |

### Історичний парк
На початку ери кінних трамваїв вагонний парк налічував 18 пасажирських вагонів до однокінних упряжок і 49 коней данської породи. Крім того, у розпорядженні були службові вагони — автомобіль для підгодівлі коней, відкидач снігу і платформи для солі. Спочатку вагони кінних трамваїв випускались фірмою Herbrand, пізніше — у вроцлавській фабриці вагонів Pafawag.
Першими вагонами електричного трамвая у Вроцлаві було 40 тяглових і 25 причіпних фірми Herbrand з 1892—1893 років. Перед II світовою війною вроцлавське депо складалося переважно з вагонів, що вироблялись місцевим підприємством Pafawag. Крім старіших двовісних типів Berolina і ESB, фабрика в 1925—1929 роках виробила також серію 232 вагонів типу LH Standard. Був то перший трамвай, що серійно вироблявся із сталевою конструкцією вагона.

#### Збережені старовинні вагони
Зараз в Вроцлаві знаходяться такі старовинні вагони:
- кінний трамвай (копія на старовинних шасі лоркі)
- трамвай Бероліна з 1901—1902 років («Яш та Малгосія»)
- трамваї LH Standard з 1925—1929 років (10 штук, у тому числі «Баба Яга»)
- трамваї Konstal N з 1950—1951 років (9 штук, в тому числі «Болік та Лолік»)
- трамваї Konstal 102N з 1969 року («Страхотек»)
- трамваї Konstal 102Na G-089 (перебудовані у 1996 році)

### Сучасний парк
На 2022 рік у Вроцлаві експлуатується:
| Фото                                           | Тип              | Рік виробництва | Кількість | Примітки                                         |
| ---------------------------------------------- | ---------------- | --------------- | --------- | ------------------------------------------------ |
|                                                | Konstal 105Na    | 1979–1992       | 1         |                                                  |
|                                                | Protram 105NWr   | 2004-2011       | 84        | Сконструйований as Konstal 105Na.                |
|                                                | Protram 204 WrAs | 2004–2008       | 6         |                                                  |
|                                                | Moderus Beta     | 2020–2021       | 26        | Сконструйований як Protram 205 WrAs в 2006—2011. |
|                                                | Škoda 16 T       | 2006-2008       | 17        | Ремонт в 2020—2022 роках.                        |
|                                                | Škoda 19 T       | 2010–2011       | 31        |                                                  |
| Pesa Twist on Świdnicka tram stop              | Pesa Twist       | 2015            | 8         |                                                  |
| Moderus Beta 19 AC on Powstańców Śląskich stop | Moderus Beta     | 2015            | 22        |                                                  |
|                                                | Moderus Beta     | 2018-2019       | 40        |                                                  |
|                                                | Moderus Gamma    | 2021-2023       | 46        |                                                  |

### Ліврея
На початку XX сторіччя кожне з трьох вроцлавських трамвайних підприємств мало свій тип фарбування вагонів:
- BSEG — зверху (від нижнього краю вікон) — колір жовто-зелений, знизу — темнозелений, нижня рейка — жовто-зелена, а також напис «BRESLAUER-STRASSEN-EISENBAHN-GESELLSCHAFT»
- ESB — відповідно білий, зелений, жовтий, «ELEKTRISCHE STRASSENBAHN BRESLAU»
- SSB — відповідно білий, червоний, жовтий, «STÄDTISCHE STRASZENBAHN BRESLAU»

При об'єднанні підприємств впроваджено однакове фарбування жовтим. Після Другої Світової війни трамваї пофарбовані у блакитний колір (як у Львові), з початку 1950х років стандартним типом фарбування було: червоний колір знизу та жовтий — угорі, з 1973 року — блакитно-білий колір. Від 1990х років дозволено на вагони наносити рекламу.